# والتر بورغ
والتر بورغ (بالفنلندية: Walter Johan Borg)‏ هو سياسي فنلندي، ولد في 21 يونيو 1870، وتوفي في 6 يونيو 1918.